# Apajune, der Wassermann
Apajune, der Wassermann ist eine Operette in drei Akten aus der goldenen Operettenära. Der Komponist Carl Millöcker brachte sie am 18. Dezember 1880 im Theater an der Wien auf die Bühne. Das Libretto schufen Richard Genée und Camillo Walzel; letzterer firmierte unter seinem Pseudonym „F. Zell“.

## Handlung
1. Akt – Walachisches Dorf
Marcu und Natalitza heiraten und als Höhepunkt der Hochzeitsfeier singt die Braut vor dem Gasthof die Ballade Vom Wassermann Apajune. Darin wird die Sage von Apajune erzählt, der sich gegenüber jungen verheirateten Frauen sehr freundlich verhält.
Während Natalitza singt, erreicht der Verwalter Alexandri den Gasthof. Da ihn niemand kennt, gibt er sich als Fürst Brutschesko aus und befiehlt Marcu, die Sängerin aufs Schloss zu bringen. Diesem schwant Übles und er schließt sich deshalb dem Rittmeister Nitschano und dem Wachtmeister Joza an. Die beiden wollen, da Nitschano die Nichte des Fürsten, Ilinka, liebt, unerkannt, in Frauenkleidern ins Schloss schleichen. Die Stiefmutter Ilinkas will diese nämlich in Kürze mit einem ihrer Verwandten verheiraten.
Als Natalitza erfährt, dass ihr Ehemann Marcu zusammen mit zwei fremden Frauen unterwegs zum Schloss ist, läuft sie ihm eifersüchtig hinterher. Plötzlich und unerwartet kommt jetzt der richtige Fürst Brutschesko mit Gemahlin Heloise und Nichte Ilinka an.
2. Akt – Ein Saal im Schloss
Durch die überraschende Ankunft des Fürsten mit seiner Familie bricht Hektik und Verwirrung im Schloss aus. Dabei verwechselt Marcu den Fürsten mit dessen Verwalter Alexandri und verrät nichtsahnend Heloise unter anderem die Tatsache, dass der Fürst bei jungen hübschen Frauen gerne den Apajune spielt.
Inzwischen trifft Nitschano in seiner Verkleidung Ilinka in deren Boudoir, und Natalitza läuft dem richtigen Fürsten über den Weg. Dieser verliebt sich in sie und rät ihr, sich von Apajune helfen zu lassen.
Derweilen konnte Nitschano Ilinka überreden mit ihm zu fliehen, doch durch seine Schwatzhaftigkeit verrät Marcu dieses Vorhaben. Sofort lässt Heloise die Fliehenden durch einen Trupp bewaffneter Diener verfolgen.
3. Akt – Park am Ufer der Dumbowitzka
Der Verwalter Alexandri erscheint im Kostüm des Apajune am Ufer der Dumbowitzka. Als sich jemand nähert, bekommt er Angst und flieht. Zuvor entledigt er sich aber des Kostüms und versteckt es in der Uferböschung. Nun kommt Marcu, findet das Kostüm und verkleidet sich damit.
Als der Fürst nun ebenfalls in Verkleidung des Wassermanns erscheint, tritt ihm Marcu als „echter“ Apajune entgegen und jagt ihn in den Fluss. Nitschano rettet den Fürsten und gerührt über diese Heldentat gibt Heloise ihren Widerstand gegen die Verheiratung Ilinkas mit Nitschano auf. Feierlich gelobt Fürst Brutschenko, dass ab sofort die Apajune-Spielerei für immer beendet sei.